# Segestria florentina
La araña florentina (Segestria florentina) es una especie de araña araneomorfa de la familia Segestriidae. Es la araña europea más grande de su familia, y especie tipo tanto de su género como de su familia. El cuerpo de las hembras (sin considerar las patas) mide 13-22 mm, mientras que los machos miden 10-42 mm.  Se caracterizan por sus llamativos quelíceros de color verde tornasolado, siendo esto más evidente en las hembras que en los machos. La coloración del prosoma y las patas oscila entre castaño oscuro y negro, el opistosoma (abdomen) es más claro y dorsalmente presenta una franja longitudinal oscura formada por manchas triangulares contiguas. En algunas hembras todo el abdomen se torna casi negro y estas manchas son menos evidentes.

## Comportamiento
Son cazadores por emboscada. Tejen telarañas con forma de embudo en grietas y huecos presentes en el entorno, ya sea en construcciones humanas como muros, escombros o en la corteza de los árboles. Cuando un insecto u otro invertebrado entra en contacto con dichas telas genera vibraciones en los hilos que indican a la araña de la presencia de una presa en las cercanías. Dicho estímulo desencadena que el arácnido salga velozmente para atacar y paralizar a su presa con su veneno. Los invertebrados capturados son luego transportadas al interior del embudo donde posteriormente serán consumidos. 

## Dieta
Son depredadoras que se alimentan de otros invertebrados terrestres, principalmente insectos como dípteros, coleópteros, hemípteros, dermápteros e himenópteros. 

## Distribución
De origen mediterráneo, se ha introducido de forma accidental en algunas islas del Atlántico, Argentina, Uruguay y sur de Brasil entre otros. En Argentina se encuentra registrada para al menos 5 provincias, Misiones, Entre Ríos, La Rioja, Buenos Aires ,rio negro y la Pampa. En la provincia de Buenos Aires, es una habitante muy común en las afueras de los hogares, construyendo sus telarañas en oquedades de paredes y otras construcciones humanas, también es frecuente hallarlas en cortezas de árboles exóticos como pinos. Los machos, son más comunes de observar fuera de sus telas cuando salen en búsqueda de las hembras lo que puede conducir a encuentros incluso dentro de los hogares.

## Accidentes
Si bien no reviste peligrosidad, tiene un carácter nervioso y tiende a morder al ser manipulada, provoca dolor local por algunas horas y en algunos casos malestar general. En estudios de la composición química de su veneno se aislaron entre otros componentes 2 de acción neurotóxica y 1 de acción insecticida